# 范紹
范绍（5世纪？—528年），字始孙，敦煌郡龙勒县（今甘肃省敦煌市阳关镇）人，南北朝北魏官员。
范绍十二岁时，遵照父亲的命令开始求学，师从崔光。父亲去世后，他曾打算放弃学业，母亲劝说范绍，让他重新投身学问。太和初年，范绍成为太学生，后转为算生，广泛通晓经书和史书。太和十六年（492年），他被魏孝文帝选中，担任门下通事令史，后转任录事，负责奏上的文案工作。他受到侍中李冲和黄门崔光的重用，宫中的很多奏文都交由范绍处理。孝文帝曾对近臣评价道：“崔光能够从容处事，是因为有范绍的助力。” 不久后，他转任强弩将军、积弩将军、公车令，加授给事中，又担任羽林监。景明年间，扬州刺史任城王元澄请求进攻钟离，范绍奉魏宣武帝之命，前往寿春商议此事。元澄希望率领十万兵力南进，并请求支援军需物资，范绍却以军粮不足为由，劝说他放弃进攻，元澄不得已听从了建议。景明四年（503年），元澄最终还是出兵攻打钟离，却未能取胜，只得撤退。不久，范绍被任命为长兼奉车都尉，后转任右都水使者。因母亲去世，他辞官服丧。正始元年（504年），他被起用为宁远将军、郢州龙骧府长史，兼任义阳郡太守。同年冬天，奉命返回洛阳。朝廷考虑到南征计划，让范绍率领河北数州的田兵两万五千人以及淮水沿岸的戍兵五万余人，广泛开展屯田。范绍担任西道六州营田大使，还被加授步兵校尉之职。正始四年（507年）二月，他奉宣武帝之命，前往正在攻打钟离的中山王元英军中，商议战况。元英断言此战必胜，但范绍观察钟离城的防御后，预见难以攻克，于是劝说元英撤退，元英没有听从。范绍回到洛阳后，向宣武帝汇报了情况。正如范绍所料，元英在钟离之战战败。宣武帝打算在徐州和豫州的边境设立新的州，让范绍推荐合适的治所。范绍进言称谯城地处要冲，适合作为州治，宣武帝于是设立了南兖州。范绍入朝担任主衣都统，加授中坚将军称号，后转任前军将军。因过去经营屯田的功绩，他被授予游击将军的称号。接着，他以都统的身份担任龙骧将军、太府少卿，后又转任长兼太府卿。之后，他出任安北将军、并州刺史，在任期间治理清廉稳健，但因未能应对山胡的入侵，声望受损。后来被召回洛阳，担任太府卿。建义元年（528年）四月，在河阴之变中被杀害。